# Pararge infrabrunnea
Pararge infrabrunnea är en fjärilsart som beskrevs av Barend J. Lempke 1957. Pararge infrabrunnea ingår i släktet Pararge och familjen praktfjärilar. Inga underarter finns listade i Catalogue of Life.